# Glyphodes horaria
Glyphodes horaria là một loài bướm đêm trong họ Crambidae.